# Batalla de Leuthen

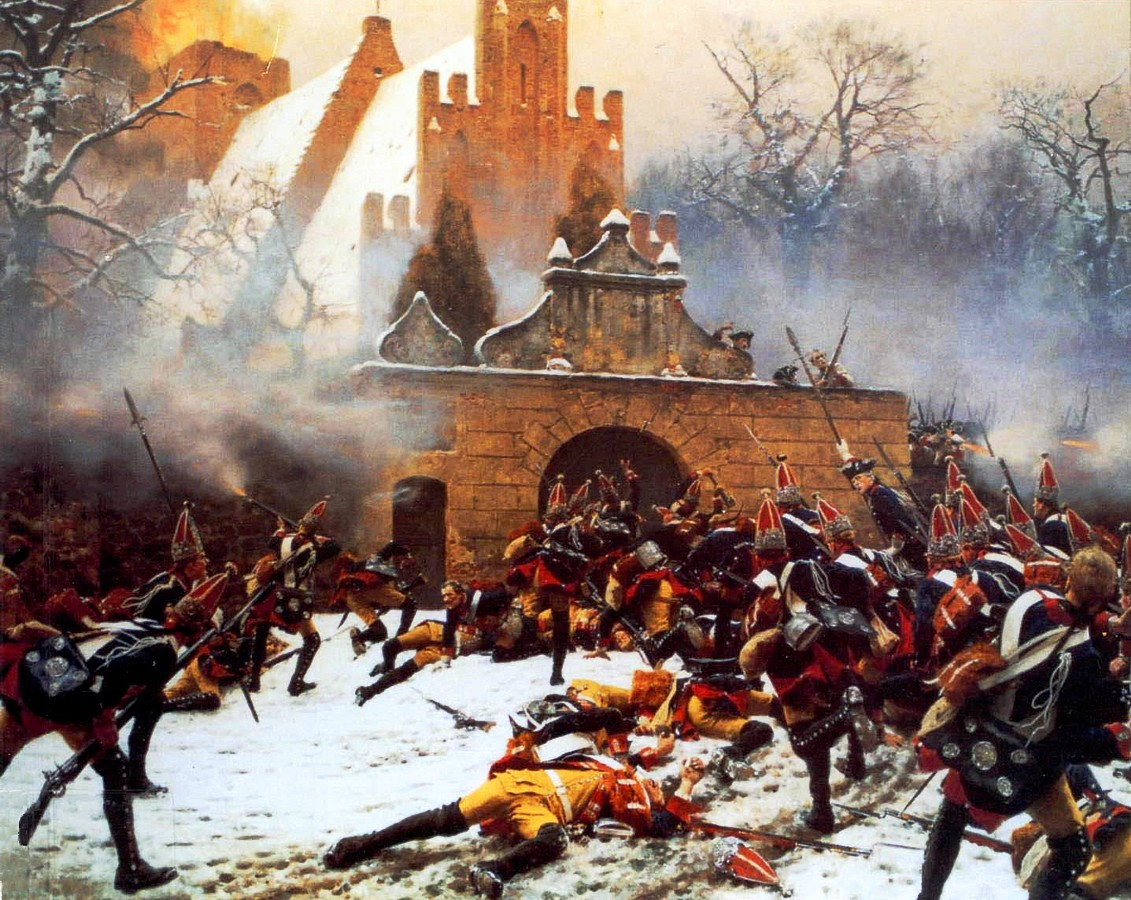
Quadre que reflecteix la cruenta batalla de Leuthen

Batalla de Leuthen (També coneguda com la batalla de Lissa, és una batalla de la Guerra dels Set Anys que va tenir lloc el 5 de desembre de 1757, prop de Leuthen, Silèsia. El regne de Prússia de Frederic II hi va aixafar l'exèrcit imperial del Sacre Imperi.
La victòria aconseguida a Rossbach, a l'extrem occidental del teatre d'operacions, a més de ser d'un efecte moral grandíssim per a les tropes de Frederic II, li permetia córrer a l'extrem oriental, a la Silèsia, on el príncep de Lorena havia vençut l'exèrcit prussià, fent presoner el seu general, el príncep de Baver, en prendre la plaça de Breslau (avui Wroclaw). El dia 12 de novembre de 1757 va sortir Frederic II de Leipzig amb uns 14.000 homes, arribant el 28 al punt on desemboca el Katzbach al Oder. A Parchwitz va esperar l'aproximació del seu exèrcit de Silèsia que havia fet cridar, i que, manat pel general Zieten, era a Głogów.
El 2 de desembre va arribar el general Zieten amb 20.000 homes, de manera que el total de les forces de Frederic II va pujar a 34.000 soldats, dels quals 12.000 eren de cavalleria, comptant, a més, amb 167 canons. Després de reanimar l'esperit de l'exèrcit de Silèsia i deixar-lo descansar diversos dies, el 5 de desembre a l'alba, va fer avançar l'exèrcit, aprofitant que els austríacs havien abandonat les seves línies fortificades davant de Breslau per prendre posicions a camp obert estenent-se els seus 90.000 homes des de Nippern, on recolzava la seva ala dreta, fins a més enllà de Sagschütz, tenint el centre prop de Probelwitz i Leuthen.
L'avantguarda prussiana va trobar-se amb un destacament enemic prop de Borna, després de derrotar-lo va ocupar unes altures des de les quals es dominava tot el camp de l'adversari. Després d'un ràpid reconeixement, Frederic va comprendre que havia de dirigir l'atac principal contra l'ala esquerra, que s'estenia sobre un turó cobert d'avets, però que estava mal recolzada, ja que, qui domines aquesta posició, tindria a favor seu l'avantatge del terreny, que des d'allà baixava en suau pendent fins a Nippern, on hi havia l'ala dreta de l'enemic. Per a què l'èxit coronés el pla de batalla, calia enganyar al príncep de Lorena, fent-li creure que l'objectiu anava a ser Nippern, les avançades del qual havien patit ja el primer embat de la cavalleria prussiana, i així va succeir, el de Lorena, en veure que el destacament de Borna fugia, va creure imminent un atac sobre la seva ala dreta, i la va reforçar a costa de la seva segona línia i d'una part de la cavalleria de l'ala esquerra, que va partir al galop.
Frederic, després de deixar enfront de Borna uns batallons, va portar gairebé tot el seu exèrcit cap a la dreta, travessant una plana que es domina des de Leuthen i Frobelwitz, perdent-se de vista darrere de les altures, al peu del qual estan els llogarets de Radaxdorf i Lobetinz.
El príncep Carles i el feldmariscal Daum, que van creure que Frederic es retirava, van cometre l'error de no perseguir-lo, i van deixar que acabés la maniobra amb tota tranquil·litat, establint el fort de l'exèrcit al llogaret de Schriegwitz, exactament davant del bosc d'avets de Sagschütz, des del qual, a la una de la tarda, va emprendre l'atac. El general Wedell, cap de l'avantguarda, va atacar el flanc esquerre austríac, manat per Nadasdy, que va demanar reforços al príncep Carles, sense que les seves peticions fossin ateses. La superioritat de l'artilleria prussiana va començar a decidir el combat, i va donar lloc a què la infanteria s'apoderés de l'altura de Sagschütz, fent retrocedir les tropes austríaques que l'ocupaven vers Gohlau, on van tractar de constituir una nova línia de defensa, sense aconseguir-ho a causa d'un atac de la cavalleria que va posar en fugida tota l'ala esquerra austríaca, la qual no va parar fins al bosc de Rathen, on va tractar de refer-se i formar de nou.
El contratemps sofert en un dels seus flancs va canviar la línia sensiblement recta adoptada per Lorena, en una línia angular, amb el vèrtex a Leuthen, que va resultar, així, la clau del camp. Cap a aquesta posició va avançar, sense deixar-se intimidar pels obstacles, l'ala dreta prussiana, seguida pel gruix de l'exèrcit. La lluita per apoderar-se de Leuthen fou horrible i obstinadíssima, i quan en van ser amos els prussians, es van trobar que les masses d'infants austríacs feien un foc tan horrorós com mortífer contra els que intentaven passar més enllà del llogaret.
Eren les quatre de la tarda, i al centre hi havia la lluita indecisa, quan el general Lucchesi, que va arribar amb la cavalleria de la dreta austríaca, va voler decidir la batalla carregant contra el flanc de la infanteria prussiana, que creia sense suport. En aquell precís moment la cavalleria de l'ala esquerra prussiana, manada per Driesen i obeint ordres de Frederic, va llançar-se sobre els genets austríacs, sortint de darrere de Radexdorf on estava oculta. Va ser tan impetuós l'atac de Driesen, que va atropellar completament la cavalleria enemiga, obligant-la a refugiar-se darrere de la infanteria de l'ala dreta, que, en veure fugir els genets, van abandonar l'artilleria i van emprendre la fugida.
Poc abans havien desaparegut les massa d'infanteria amuntegades darrere de Leuthen, no quedant al camp de batalla més que quatre heroics batallons, apostats en un turó davant de la ciutat, on  van aguantar fins que, sorpresos per la rereguarda per forces de cavalleria, van ser fets presoners.
Al capvespre, la victòria dels prussians era completa; l'enemic fugia en desordre a l'altre costat del Weistritz, i només la seva ala esquerra podia emprendre una retirada una mica ordenada, gràcies a la intel·ligent direcció de Nadasdy.

## Pèrdues
Les pèrdues dels austríacs van ser veritablement extraordinàries per a aquells temps i aquells exèrcits, pujant les baixes a 21.000 homes, la immensa majoria presoners, a més de perdre 116 canons, 51 banderes i 4.000 carros. Els prussians van perdre uns 6.000 homes, entre ells 200 oficials. Els austríacs no només havien perdut la batalla, sinó també la campanya, veient-se obligats a evacuar la Silèsia. Diu Napoleó Bonaparte a les seves Memòries, que;
| « | <<La batalla de Leuthen és una obra mestra de moviments, maniobres i resolució.>> | » |

Frederic II va atacar un exèrcit més fort que el seu amb tropes que, en part, acabaven de ser derrotades, i va obtenir una victoria completa sense comprar-la amb grans pèrdues, desproporcionades amb el resultat.